# Ego (Beyoncé)
Ego is een nummer van de Amerikaanse R&B-zangeres Beyoncé, dat werd geschreven en geproduceerd door Elvis "BlacElvis" Williams, Harold Lilly en Beyoncé zelf. Het nummer staat op de deluxe editie van haar derde studioalbum I Am... Sasha Fierce.

## Achtergrond
Het nummer werd op 19 mei 2009 uitgebracht, als de vijfde single in de Verenigde Staten. De remix, met rapper Kanye West staat op het album Above and Beyoncé - Video Collection Dance Mixed CD/DVD. Ego behaalde in Nederland de derde plaats in de tipparade en was Superclip op muziekzender TMF in week 25.
Ego zou eerst de derde single van haar album worden, maar dit werd later veranderd; Diva werd de derde. Ego werd samen met het nummer Sweet Dreams uitgegeven van haar album Sasha Fierce. Dit in tegenstelling tot de samengevoegde releases van de singles voor het album, waarbij één nummer van de ene, en een ander nummer van de andere cd werd gekozen.
Beyoncé vertelde MTV dat het nummer "zeg maar gaat over dat je erg veel zelfvertrouwen hebt, en een beetje niet luistert als ze praten, en dat ik me juist daarom tot ze aangetrokken voel".